# Santa María de Valverde (Zamora)
Santa María de Valverde es un municipio y localidad española de la provincia de provincia de Zamora, en la comunidad autónoma de Castilla y León.

## Geografía
Es uno de los municipios ribereños del río Castrón, en el tramo que se encuentra protegido para preservar sus valores biológicos. Pertenece al Valle de Valverde, en la comarca tradicional de Benavente y Los Valles. Tiene una superficie de 9,75 km², con una población de 57 habitantes y una densidad de población de 5,85 hab/km². 

## Historia
Desde la Edad Media, el territorio en el que se asienta la localidad, queda integrado en el Reino de León.
El pueblo, con su nombre actual, existía ya en el siglo X; aunque se supone por la toponimia, que hubo algún asentamiento anterior. Su fundación se debe a la repoblación llevada a cabo por el rey Alfonso III de Asturias, con mozárabes y un pequeño contingente  de judíos llegados de Al-Ándalus. La batalla de Polvoraria fue decisiva para esta repoblación. En años posteriores se sucedieron sucesivas repoblaciones.
Existe una carta de donación al Monasterio de Santa Marta de Tera del 22 de febrero de 1028, del matrimonio compuesto por Abzuleman, conocido por el apodo de "Fuertes" y de su mujer, Albella, de una propiedad que poseían, por herencia de sus antepasados, en Santa María de Valverde, cerca del arroyo "Castrados".
Del 14 de abril de 1107, existe un documento expedido por el rey Alfonso VI de León, posiblemente por petición el abad de Santa Marta, de una carta de repoblación y de fueros a los pobladores que vengan a los valles de Tera, Vidriales y Valverde. Lo confirmaron su hijo Sancho Alfónsez y el arzobispo del Toledo Bernardo de Cluny.   Del 26 de mayo de 1170 existe otro documento real de Fernando II de León confirmando y ampliando todos los fueros de sus antepasados y de su padre, Alfonso VII de León.
En 1433 se llega a un acuerdo entre el Monasterio de San Salvador de Santa Colomba de las Monjas, al cual pertenecía el pueblo, el Conde  y el Concejo de Benavente, por la que el conde renuncia a los impuestos de la villa, el concejo renuncia a la barca de Barcial del Barco, que era uno de los pasos más transitados, a estar en el camino real entre Benavente  y Zamora, para Salamanca y a cambio reciben la aldea de Santa María de Valverde.
Desde entonces quedó integrado en la provincia de las Tierras del Conde de Benavente, dentro de la Merindad de Valverde y la receptoría de Benavente. Al trasladar el conde su residencia a Valladolid, pasó a finales del siglo XVI a depender de esta provincia. Con la reestructuración de 1833, la localidad pasó a formar parte de la provincia de Zamora, dentro de la Región Leonesa, quedando integrada en 1834 en el partido judicial de Alcañices, dependencia que se prolongó hasta 1983,cuando fue suprimido el mismo y pasó  a integrase en el Partido Judicial de Benavente.

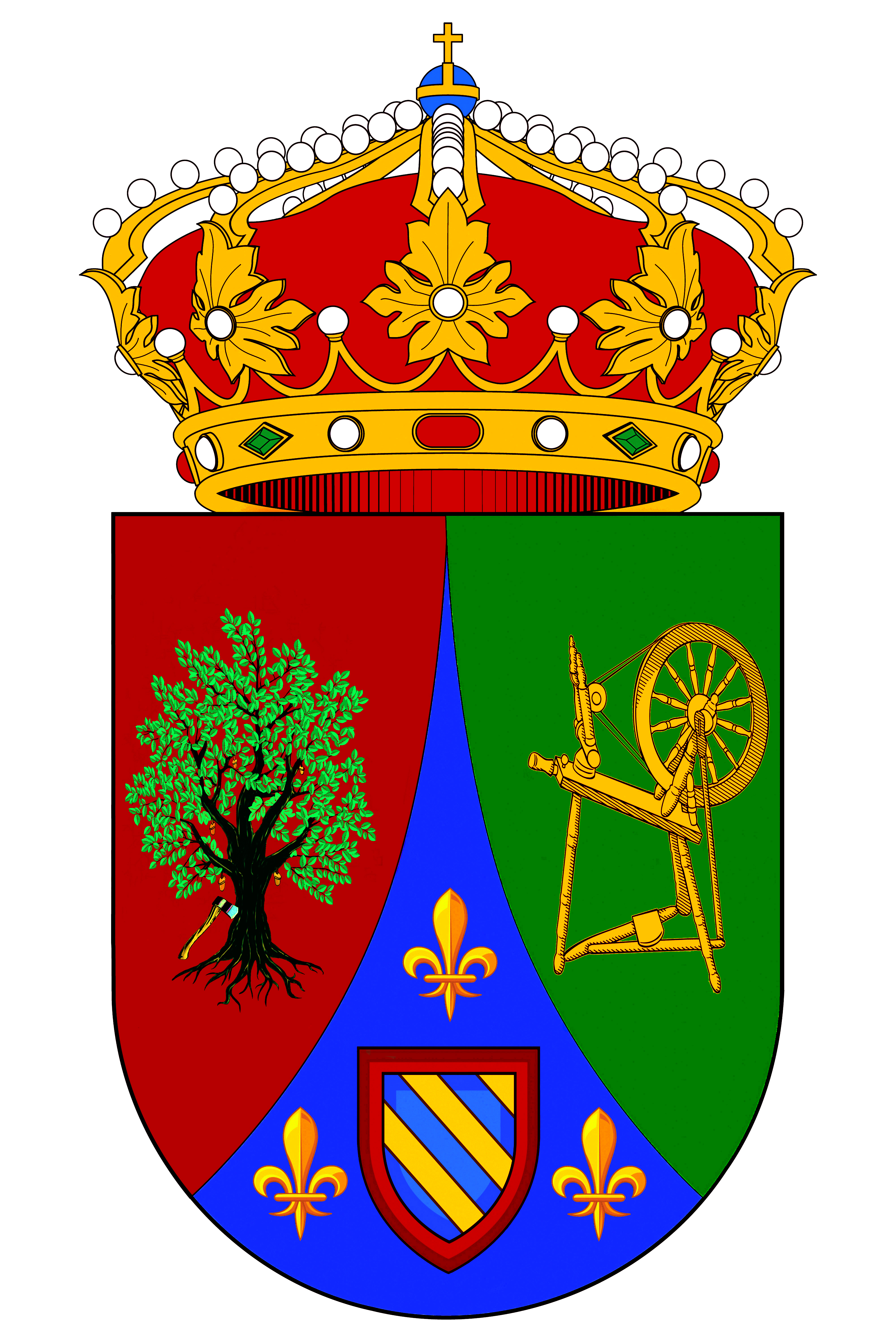
Escudo

Bandera

## Geografía humana

### Demografía
Cuenta con una población de 51 habitantes (INE 2024).
| Gráfica de evolución demográfica de Santa Maria de Valverde entre 1842 y 2021                                         |
| |
| Población de derecho según los censos de población del INE. Población de hecho según los censos de población del INE. |

## Símbolos
Escudo
El escudo heráldico municipal fue aprobado el 29 de marzo de 2023 y publicado en el Boletín Oficial de Castilla y León el 16 de agosto del mismo año. Su descripción la siguiente:

Flanco Diestro: Sobre campo de gules, se presenta un árbol herido por un hacha hace referencia a la tradición leñadora de sus habitantes, se pagaban parte de los impuestos al Conde de Benavente en leña y también una parte importante de la población elaboraba carbón vegetal y cisco de carbón para su comercialización.
Flanco Siniestro: Sobre campo de sinople, se muestra un torno de hilar que simboliza la manufactura textil de paños, lienzos y prendas, de gran tradición en este pueblo. Existe documentación fechada a principios del siglo XV y posteriormente diccionarios como el Madoz, hacen referencia a ella. Se dice que en cada casa había un telar.
Punta: Sobre campo de azur, figura el escudo de la Orden del Cister y hace referencia a la pertenencia del lugar al Monasterio de San Salvador de Santa Colomba de las Monjas, por donación real, hasta que en el Siglo XV paso a depender del Concejo de Benavente.

Bandera
La bandera fue aprobada y publicada al mismo tiempo que el escudo y presenta la siguiente descripción:

Paño rectangular cuya longitud es una vez y media de altura. Dividida horizontalmente en seis franjas iguales de colores rojo y verde, separadas todas ellas por una franja estrecha de color amarillo. El escudo municipal ira en el centro, igual a los dos tercios del alto del paño.

## Patrimonio

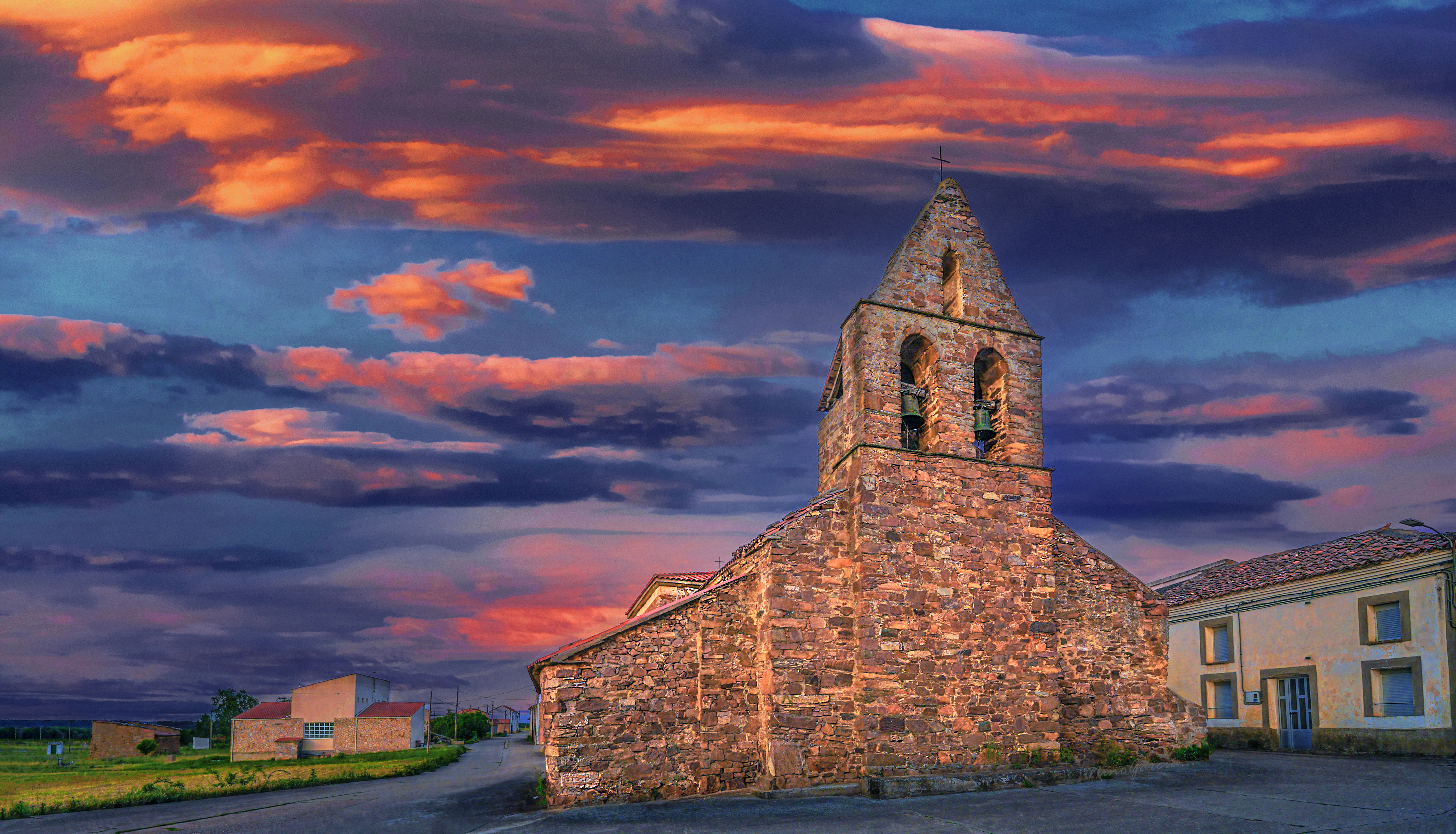

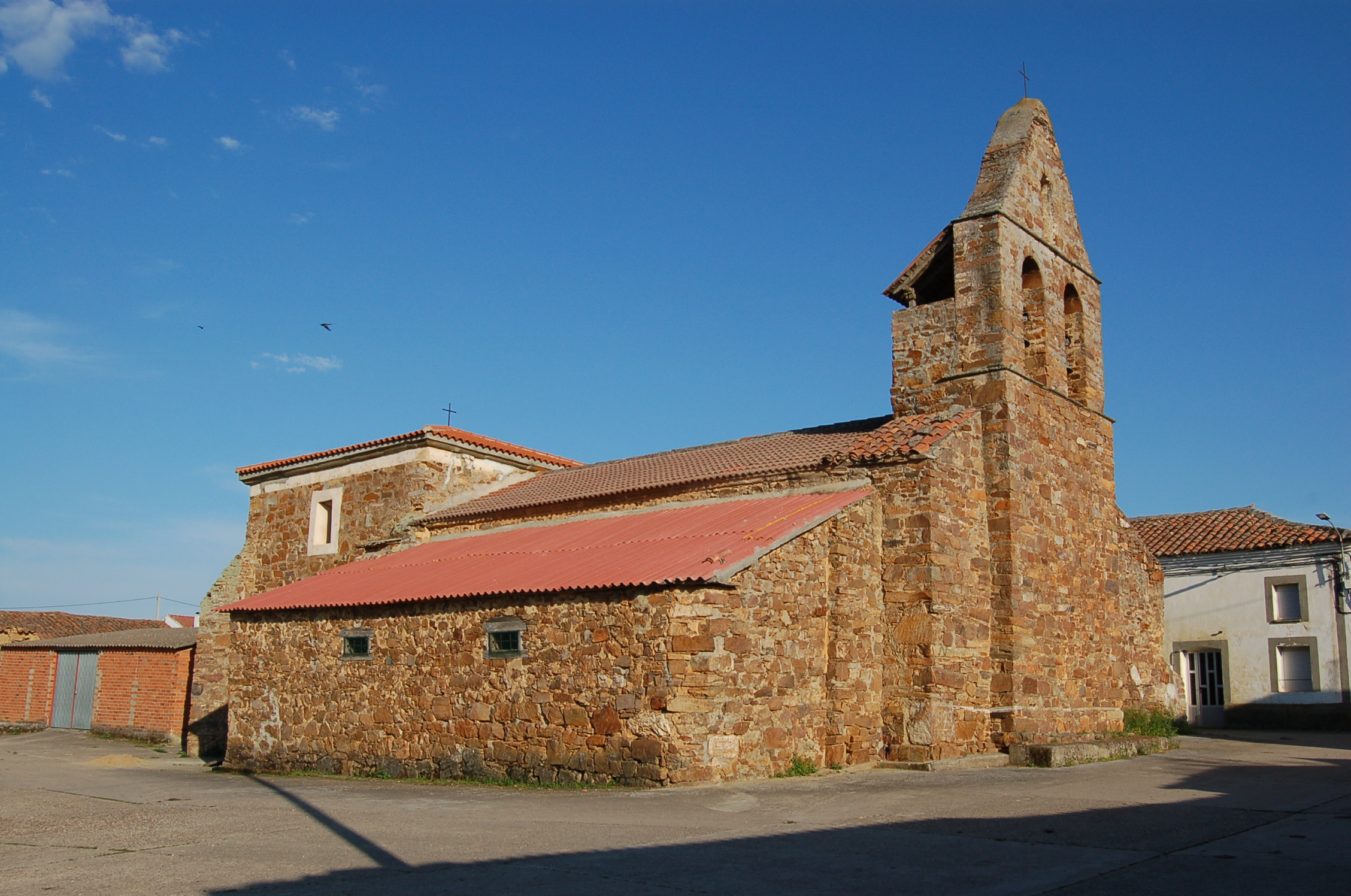
Iglesia de la Asunción

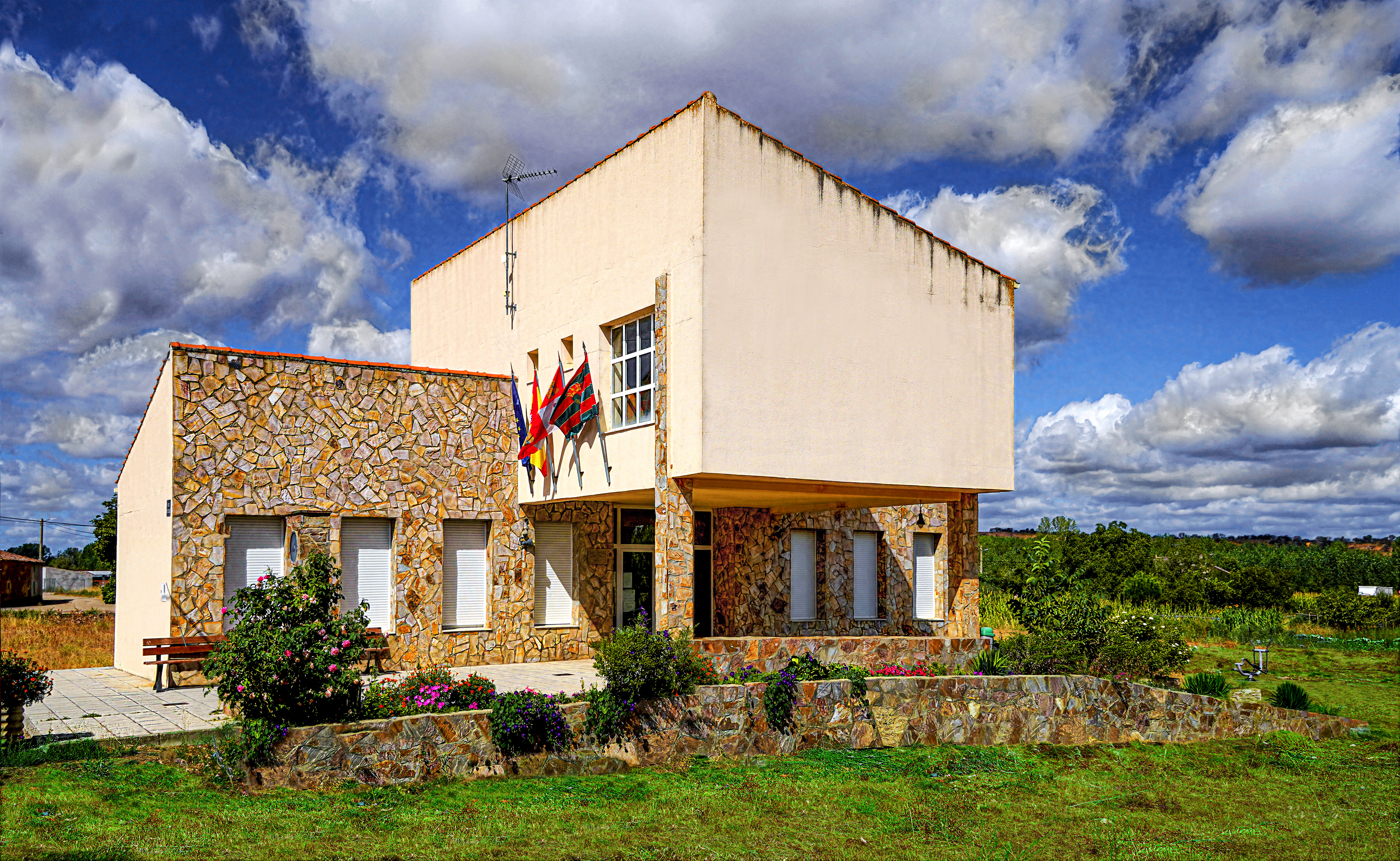
Casa consistorial

Destaca su iglesia, que se encuentra en el centro de la localidad y de su parte externa resalta su sencillez. Lo llamativo viene de su interior, concretamente su retablo mayor donde se encuentra una extraordinaria talla de Cristo, obra gótica de grandes dimensiones, clavada en una cruz de gajos. Presenta a Jesucristo muerto, con la cabeza ladeada, las piernas cruzadas y un largo paño que cuelga de sus brazos.                                                                                                               

## Fiestas
Se pueden destacar dos festividades importantes en esta localidad: por un lado, La Novena, que se celebra en el mes de mayo, y la Asunción, el 15 de agosto. Cada 17 de enero homenajean a San Antonio Abad, patrono de los animales domésticos                                                                                                